# Zygosicyos
Zygosicyos là một chi thực vật có hoa trong họ Cucurbitaceae.

## Loài
Chi Zygosicyos gồm các loài: